# دومينيك كارول
دومينيك كارول (بالهولندية: Dominic Carroll)‏ هو عداء سريع هولندي، ولد في 15 نوفمبر 1983 في أمستردام في هولندا.

## وصلات خارجية
- دومينيك كارول على موقع الاتحاد الدولي لألعاب القوى (الإنجليزية)